# Северо-Осетинская Автономная Советская Социалистическая Республика
Се́веро-Осети́нская Автоно́мная Сове́тская Социалисти́ческая Республика (Северная Осетия) (осет. Цæгат Ирыстоны Автономон Советон Социалистон Респу́бликæ, (Цæгат Ирыстон) — административно-территориальная единица РСФСР, существовавшая с 1936 по 1993 год.
Столица — город Орджоникидзе.
Основное место жительства осетин в СССР.

## История
С принятием новой сталинской конституции 5 декабря 1936 года Северо-Осетинская АО была выведена из состава Северо-Кавказского края и преобразована в Северо-Осетинскую АССР.
В марте 1944 года в связи с депортацией чеченцев, ингушей и балкарцев в состав Северо-Осетинской АССР были переданы: из упраздненной Чечено-Ингушской АССР город Малгобек и Ачалукский, Назрановский, Пседахский, Пригородный районы; из Кабардино-Балкарской АССР — Курпский район; из Ставропольского края — Моздокский район.
9 января 1957 года после реабилитации чеченцев и ингушей в состав восстановленной Чечено-Ингушской АССР были возвращены город Малгобек и Коста-Хетагуровский район.
20 июля 1990 года третья сессия Верховного Совета Северо-Осетинской АССР приняла Декларацию о государственном суверенитете Северо-Осетинской ССР, в которой Северо-Осетинская АССР была провозглашена Северо-Осетинской ССР. Данные изменения были отражены Съездом народных депутатов РСФСР 24 мая 1991 года в ст. 71 Конституции РСФСР.
9 ноября 1993 года Верховный Совет Северо-Осетинской ССР принял закон об изменении наименования Северо-Осетинской ССР, которым постановил именовать республику Республикой Северная Осетия. Новое название было отражено в Конституции Российской Федерации, принятой 12 декабря того же года.

## География
Северная Осетия расположена на северном склоне Большого Кавказа и на примыкающих к нему наклонных равнинах. Площадь территории — 8 тыс. км².

## Население
Динамика численности населения республики:
| Год  | Население, чел. | Источник           |
| ---- | --------------- | ------------------ |
| 1939 | 329 205         | Перепись 1939 года |
| 1959 | 450 581         | Перепись 1959 года |
| 1970 | 552 581         | Перепись 1970 года |
| 1979 | 596 921         | Перепись 1979 года |
| 1989 | 634 009         | Перепись 1989 года |

## Административное деление[8]
По состоянию на 17 января 1979 года в состав республики входили 1 город республиканского подчинения:
- Орджоникидзе

и 8 районов:
1. Алагирский — г. Алагир
2. Ардонский — г. Ардон
3. Дигорский — г. Дигора
4. Ирафский — с. Чикола
5. Кировский — с. Эльхотово
6. Моздокский — г. Моздок
7. Правобережный — г. Беслан
8. Пригородный — с. Октябрьское